# Centre hospitalier d'Angoulême
Le Centre hospitalier d'Angoulême est un des hôpitaux de la ville d'Angoulême situé dans la commune de Saint-Michel, en France. Il compte une trentaine de services. Ce centre hospitalier (CH), le plus important du département de la Charente et l'un des plus importants de sa région.

## Histoire
La construction de l'hôpital d'Angoulême à Girac, commune de Saint-Michel, s'achève en 1936. Ce n'est qu'après la Seconde Guerre mondiale que l'hôpital se vit définitivement affecté aux services de médecine, chirurgie… Seuls, les services de maternité, ORL, OPH, isolement et quartier militaire demeuraient provisoirement à l'ancien hôpital situé à Beaulieu (sur le Plateau d'Angoulême), transformé pour le reste de sa capacité en hospice-maison de retraite.
En juin 1980, ainsi que dans les années 2003-2007, le Centre hospitalier d'Angoulême s'agrandit. Aujourd'hui, il se compose de plusieurs bâtiments dont un hall nord et un hall sud.

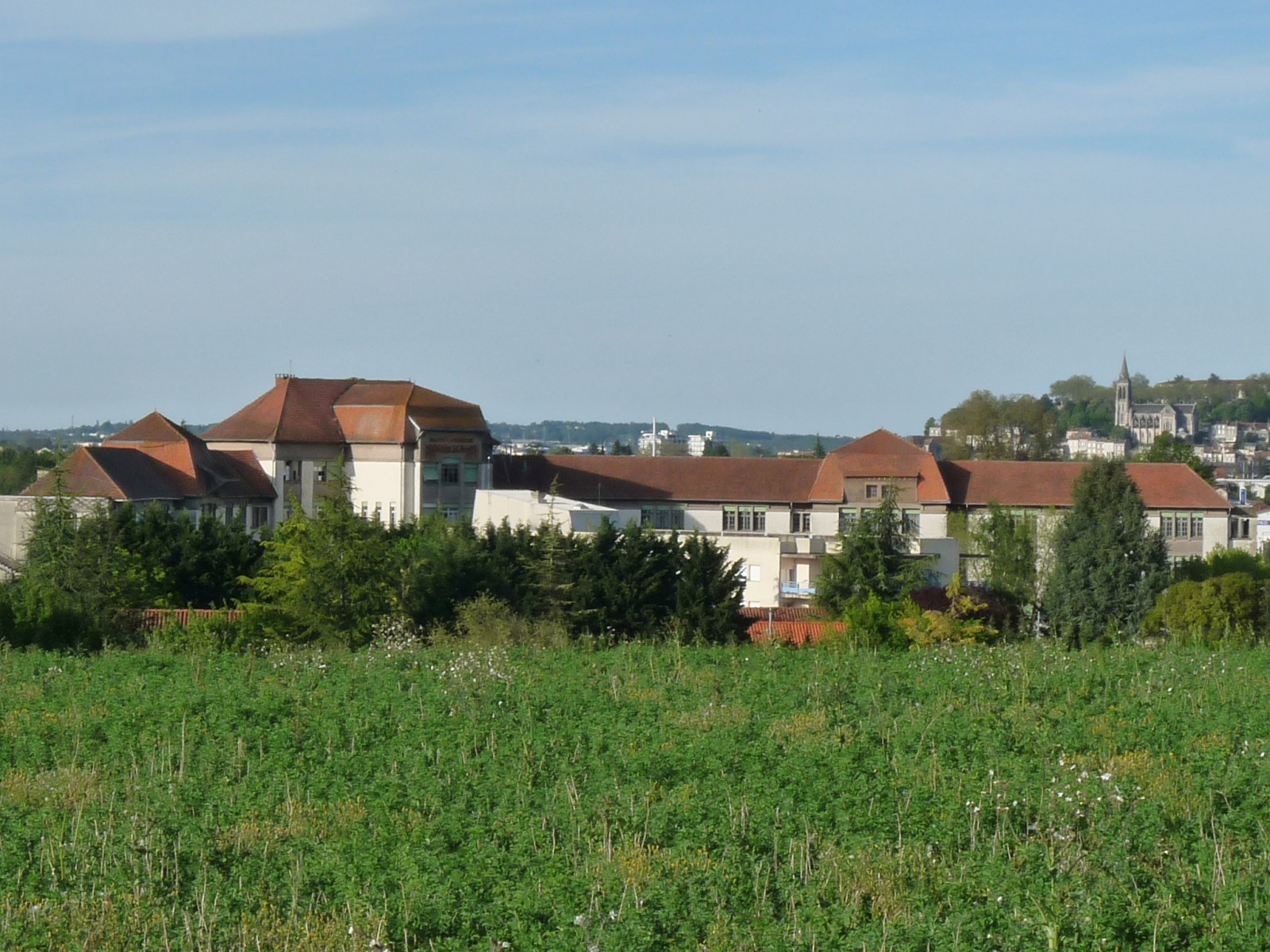
Les premiers bâtiments, à Girac

## Services
Les services sont répartis en plusieurs pôles cliniques et médicotechniques :
- Pôle ABC (Anesthésie-Bloc-Chirurgie)
  - Chirurgie ambulatoire
  - Chirurgie 1 (Viscérale-Urologique)
  - Chirurgie 2 (Othopédique-Traumatologie)
  - Chirurgie 3 (Chirurgie Gynécologique)- Chirurgie Hospitalisation de Semaine
- Pôle CPS (Cœur-Poumons-Scintigraphie)
  - Cardiologie 1
  - Pneumologie 1
  - Pneumologie 2
  - Cardiologie HS
  - Cardiologie SI
  - Polysomnographie
- Pôle FME (Femme-Mère-Enfant)
  - Néonatologie
  - Néonatologie SI
  - Obstétrique
  - Pédiatrie
  - Pédiatrie UHCD
- Pôle personnes âgées
  - Cancérologie
  - Hémodialyse
  - Hépato-Gastroentérologie
  - Neurologie 1 et 2
  - Neurologie UNV
  - Neurologie UNV-SI
  - Spécialités médicales
- Pôle médico-technique
- Pôle spécialités médicales
  - Médecine gériatrique
- Pôle SSR (Soins de Suite et de Réadaptation)
  - SSR - Gériatriques
  - SSR - Polyvalents
  - SSR - Système nerveux
  - SSR - UCC
- Pôle SUR (Samu-Smur-Urgences-Réanimation)
  - Chambres sécurisées
  - Réanimation
  - UHCD
  - Unité de soins continus

L'hôpital comprend 1 147 lits, dont la moitié en EHPAD, et a réalisé en 2017 38 400 entrées en hospitalisation, et 889 en soins de suite et de réadaptation. Il compte en 2020 18 lits de réanimation.

## Accès
L'hôpital est desservi par la rocade d'Angoulême (rocade est et RN 10), ainsi que par les bus de réseau Möbius (ligne BHNS A, ligne 7, ligne 8 et la ligne 22).